# Epiencyrtus
Epiencyrtus is een geslacht van vliesvleugeligen uit de familie Encyrtidae. De wetenschappelijke naam van dit geslacht is voor het eerst geldig gepubliceerd in 1900 door Ashmead.

## Soorten
Het geslacht Epiencyrtus omvat de volgende soorten:
- Epiencyrtus artaceae (Howard, 1881)
- Epiencyrtus thyreodontis (Ashmead, 1898)
- Epiencyrtus turni (Packard, 1881)